# 西塞罗
馬庫斯·圖利烏斯·西塞罗（拉丁語：Marcus Tullius Cicero；前106年1月3日—前43年12月7日），是罗马共和国晚期的哲学家、政治家、律师、作家、雄辩家。他出生于騎士阶级的一个富裕家庭，青年投身法律和政治，其后曾在公元前63年担任罗马共和国的执政官；同时，因为其演说和文学作品，他被广泛地认为是古罗马最伟大的演说家和最具影响力的散文作家之一。在罗马共和国晚期的政治危机中，他是共和国所代表的自由主义的忠诚捍衛者，马克·安东尼的政敌。他支持古罗马的宪制，因此也被认为是三权分立学说的古代先驱，公元前63年当选为执政官，后被安东尼派人刺殺于福尔米亚。
西塞罗因其作品的文学成就，为拉丁语的发展作出了不小的贡献。他在当时是罗马著名的文学人物，其演说风格雄伟、论文机智、散文流畅，精通雄辯，设定了古典拉丁语的文学风格。西塞罗也是一位古希腊哲学的研究者。他通过翻译，为罗马人介绍了很多希腊哲学的作品，使得希腊哲学的研究得以在希腊被罗马征服之后得以延续。
西塞罗在古罗马时代的影响在中世纪时代渐渐衰落，但在文艺复兴时被重新振兴。彼特拉克在14世纪重新发现了西塞罗的书信，由此开始了文艺复兴学者对西塞罗的重新研究。因此有学者认为，文艺复兴在本质上是对西塞罗的复兴，并通过他才使经典古代文化的其余部分得以复兴。西塞罗的影响在启蒙时代达到了顶峰，受其政治哲学影响者包括洛克、休谟、孟德斯鸠等哲学家。亚当斯、汉密尔顿等人也常在其作品中引用西塞罗的作品。可以說西塞罗的共和思想，深远地影响了欧洲的哲学和政治学说，并且至今仍是罗马历史的研究对象。

## 生平

### 早年岁月
西塞罗于公元前106年出生于意大利的阿尔皮诺，在罗马南边约100公里的一个小镇。他的父亲是一位相对富裕的骑士阶级成员，大约相当于当时社会的上层阶级。“西塞罗”这个姓氏，根据普鲁塔克的说法，意思是鹰嘴豆（拉丁語：cicer)；因此，西塞罗的名字常常被其他人用来开玩笑:1.4。当西塞罗初涉政治时，他的朋友劝他放弃或者更换一个新名字，但西塞罗坚决拒绝了，并且反驳道，他将会努力让西塞罗这个姓氏比当时的贵族家庭司卡鲁斯和卡图鲁斯更加荣耀:1.5。
根据普魯塔克的记载，西塞罗出生时，他母亲梦见了一个预言，说西塞罗将会为罗马带来极大的福祉。在他出生后，小西塞罗被证明确实是一个优秀的学生，因为其超凡的智力和天赋很快称为学校裡最好的学生，以至于他同学的家长都纷纷去学校拜访这位天才少年:2.2。在完成学校的学习后，他前往罗马旁听希腊哲人费隆的讲座，随后师从罗马政治家、克拉苏的岳父斯凯沃拉学习法律:3.1-2。起先，西塞罗希望能够在政府谋职，并且短暂地在军队服役过一段时间，但感到共和国正在陷入政治危机，并且变得越来越独裁主义后，他从军队退役，恢复了一个学者的生活:3.2-3。西塞罗早年就对演说和诗歌十分感兴趣，并且在早年不仅以演说天分著名，其诗歌也广受赞誉。但尽管其演说确为上乘之作，其诗歌作品却慢慢地被后来更有天分的诗人所掩盖了:2.5。

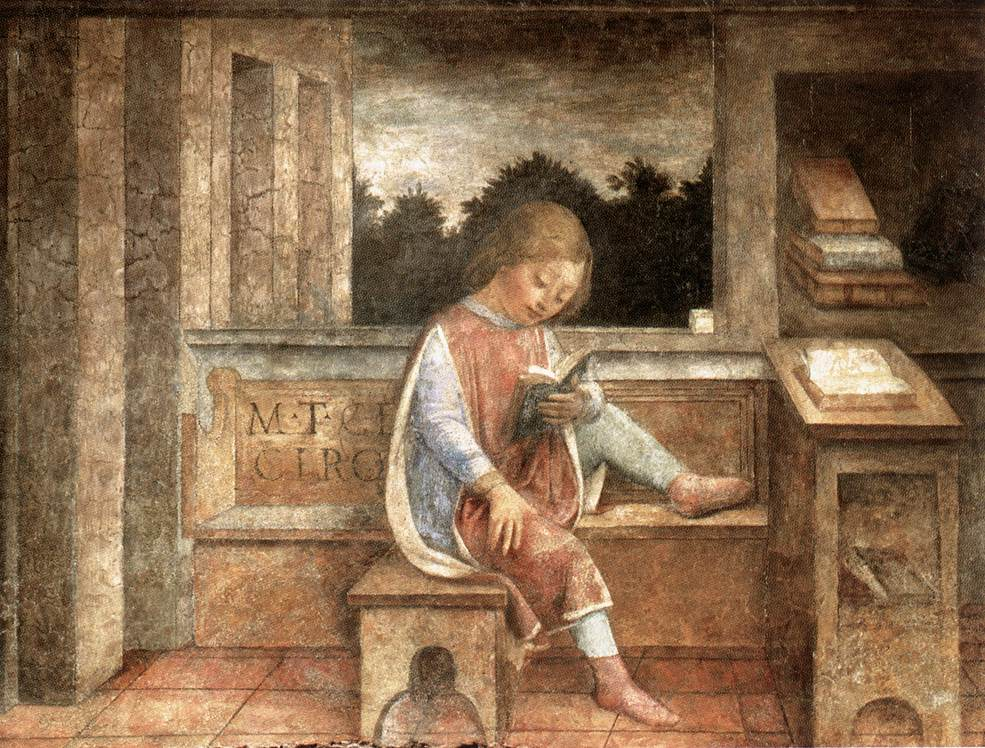
《读书的小西塞罗》，Foppa作于1464年（壁画），现藏于伦敦

尽管西塞罗的家庭相对富裕，也有较好背景，但罗马的政治职位一直被几大政治家族所垄断，因此对于西塞罗来说，在政治上谋求事业非常困难。但西塞罗仍然对政治抱有极大的热情。据说他把阿基里斯的名言当作自己的座右铭：追求最好的，超越他人。但由于缺少家庭关系，西塞罗只能有两个途径进入政治：从军或是从法。在一段不成功的军队经历之后，西塞罗选择了律师作为自己的职业起点。很快，西塞罗就在律师界中展露了自己的演说天分，开始为自己赢得名声。他在第一个案子中为一位叫罗斯克乌斯（Roscius）的人辩护:3.5-6。此人为了保护自己的家产触犯了独裁者卢基乌斯·科尔内利乌斯·苏拉的宠信克里索古努斯（Chrysogonus），因此被其指控谋杀。当时所有的律师都因害怕触怒苏拉本人而不敢接手这个案子，但西塞罗没有畏惧原告的后台，接下了辩护并且赢得了案子，从而为他赢得了极大的名声:3.5。但据说因为害苏拉的迫害:3.6，但更可能是出于个人健康原因，西塞罗随后离开了罗马，前往希腊。在那里，他受到了柏拉图学院的哲学家斐洛和克莱托马库斯所持的怀疑论的极大影响，以至于他开始考虑，如果自己回不到罗马，便在雅典安顿下来过平静的生活，研究哲学:4.3。
但不久之后，苏拉的死讯传来，西塞罗决心回到罗马的公共生活中去。但在回罗马继续他的事业之前，他首先前往小亚细亚的罗得岛学习演讲，为政治事业作准备:4.4。据说，传授西塞罗演讲学的老师阿波罗尼乌斯不会拉丁语，于是他要求西塞罗用希腊语演讲。尽管希腊语不是他的母语，西塞罗还是同意了，用希腊语发表了他的演说。在演说过程中，听众纷纷开始窃窃私语，透露出赞许和惊异，但阿波罗尼乌斯一言不发；西塞罗完成了他的演讲后，他陷入了长时间的沉默之中。直到西塞罗开始感到不安时，他才开口道：
|  | 你，西塞罗，我由衷地赞赏和钦佩；但为希腊不幸的命运，我感到可惜，因为我见证了我们唯一还留下的荣耀，我们的文化和我们的雄辩，也因为你，将会被罗马人所有。:4.7 |

### 政治生涯

#### 财务官
前77年，西塞罗从希腊回到罗马。第二年，西塞罗被选举为财务官:13，正式开始了他的政治生涯。随后他以财务官的身份前往西西里行省西部任职了大约一年。在那里他幹出了不错的政绩:13，但据说当他颇为自得地向罗马的朋友问起自己在罗马的名声时，他的朋友却表示罗马对他一无所知。这让西塞罗非常失望，因此坚定了自己要离开西西里，回到罗马幹出一番事业的决心:3.4。后来，出于西西里人民的请求，西塞罗指控了西西里的裁判官维勒斯。维勒斯本是亚细亚的裁判官，后来通过大量贿赂得到了西西里裁判官的职务，在任内破坏了西西里的经济、侵害了公民的权益，并且在斯巴达克斯起义期间通过敲诈奴隶主敛聚了大量财富。在被西塞罗指控后，维勒斯聘请了罗马当时最好的律师霍达鲁斯（Quintus Hortensius Hortalus）为自己辩护，但由于西塞罗高超的演讲技巧和其大量调查搜集而来的人证和物证，西塞罗击败了对手赢得了案件。因此，在成功指控维勒斯后，西塞罗在罗马声名鹊起，被认为是罗马最好的演说家。后来西塞罗指控维勒斯的演讲也被出版成书，即《反对维勒斯的演讲》（In Verrem）。

#### 执政官
西塞罗在前69年被选为市政官，前66年被选为裁判官；尽管在两次选举中他都以多数当选，但在任内，西塞罗并没有太大的政绩:15。在这段时期里，庞培正在崛起，并逐渐在罗马掌握了大量的影响和权力:18，而西塞罗也渐渐地变为庞培的支持者。在庞培被赋予所有东部行省的管辖权时，西塞罗便是他的有力支持者之一，而他当时发表的支持庞培的演说曾被评论为“充满近乎阿谀的尊敬:18。”
前63年，西塞罗以“新人”的身份当选了执政官，也是三十多年以来第一个当选的“新人”:30。因为在出身和政绩上并不具有优势，西塞罗的当选实际上很大得益于相对弱势的对手:1.1-2和贵人派的支持。当时，尽管贵人派并不喜欢西塞罗，但他是除了喀提林之外唯一可能当选的人:30-1，而喀提林被广泛视为国家的威胁:XXVII-XXVIII。在任内，西塞罗反对了一些平民派的议案，比如凯撒关于给穷人分配土地的提议，因而被视为实质上的贵人派:31。

#### 喀提林阴谋
西塞罗在担任执政官时的主要政绩是挫败了喀提林企图推翻罗马共和国的阴谋。喀提林本是罗马的贵族，其祖先跟随埃涅阿斯来到意大利，因此其家庭本是罗马最古老的家庭之一。但几百年来，喀提林的家族渐渐衰败，失去了往日显赫的地位，加上在执政官选举中的落选，因此喀提林对罗马的政治体制日益不满:V，于是煽动一些同样不满的贵族和穷人起来推翻罗马共和国:10.2。前63年8月:181，喀提林的同谋首先在伊特鲁里亚起事，后来很快扩张到整个山南高卢，同时，由于普遍的贫富不均和机会不公，罗马城也处在起义的边缘，危机一触即发:10.5。西塞罗本人也差点被喀提林刺杀。

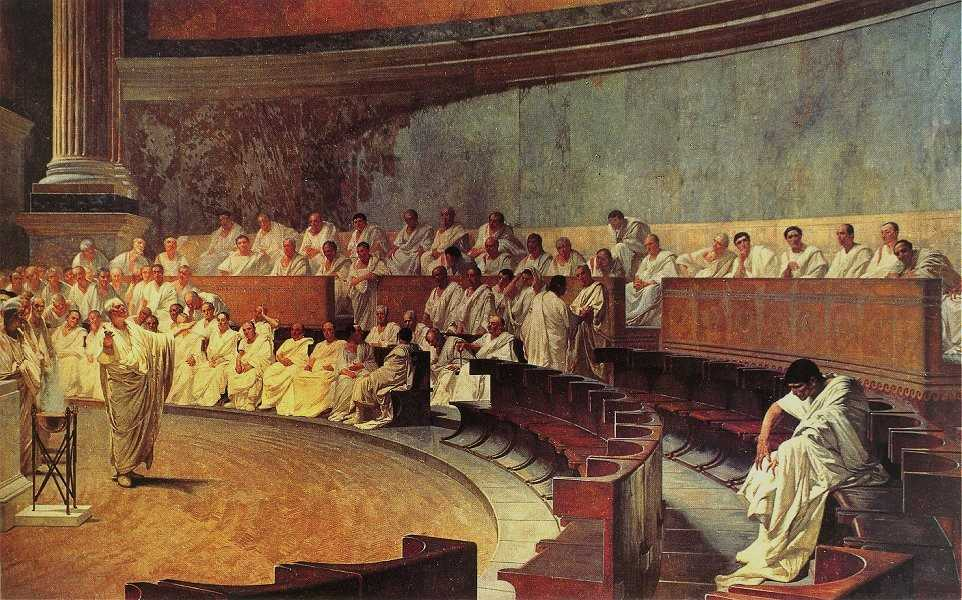
《西塞罗谴责喀提林》，凯撒·马卡里作于1888年。

起初（10月21日:101），元老院并不相信事态的严重性，并且认为提前得知情报的西塞罗在夸大其词 :102。但西塞罗还是在不利情况下说服了元老院作出紧急决议，宣布戒严。叛乱扩大后的11月8日:103，他在元老院发表了谴责喀提林的演说，揭露喀提林刺杀自己和推翻国家的阴谋，但由于仍然没有直接证据:183，他只能命令其离开罗马。而在场的喀提林也发表演讲反驳了西塞罗，希望争取元老院到自己一边，但没有成功。第二天，见到自己的计划已经被揭露的喀提林离开了罗马。
喀提林旋即前往他的同谋曼留斯所在的北方，同时在罗马留下了他的另一个同谋伦图鲁斯:104:33。尽管喀提林在罗马起事的计划已经破产，伦图鲁斯仍然出于未知的原因决定继续他的计划，密谋在12月中旬的节日刺杀整个元老院的成员:105。但在计划过程中，伦图鲁斯犯了一个重大失误。他接触了停留在罗马的阿洛布羅基人，劝他们在高卢起事。这些阿洛布羅基人不知道如何应对，便向他们在罗马的领袖桑加求助，而桑加得知此事后旋即通知了西塞罗:106。于是，西塞罗将计就计，指使阿罗布罗格人与伦图鲁斯接洽，并且通过他们得到了罗马城内的主要密谋者劝其叛变的书信:33。随后，阿洛布羅基人离开了罗马城，被西塞罗所安排好的军队逮捕，送回了罗马:106。直到这时，西塞罗才得到了喀提林参与阴谋的确凿证据。
得到证据后，西塞罗很快便逮捕了罗马城内的密谋者:189，并且迫使他们承认了罪行:7。直到这时，元老院才开始意识到西塞罗此前一直是对的。为此，元老院给予了西塞罗“祖国之父”的称号表示感谢，并且立即着手审判被逮捕的叛乱分子。12月5日，元老院举行会议商讨对他们的处置方式:190。西塞罗认为这些人应该被立即处死，以除后患。当时，罗马的“极刑法”规定所有极刑都应当通过全体公民的审判，否则违反的官员将被处死，但在城内的喀提林支持者还没有完全被清除的情况下，把叛乱者送至全体公民审判无疑会面临巨大的风险:190；况且，喀提林倡导债务改革，在罗马公民之间获得了不少支持和同情。因此，西塞罗在元老院提出跳过法律程序强制处决叛乱分子，这个意见得到了主要元老的支持，其他元老也纷纷赞同。

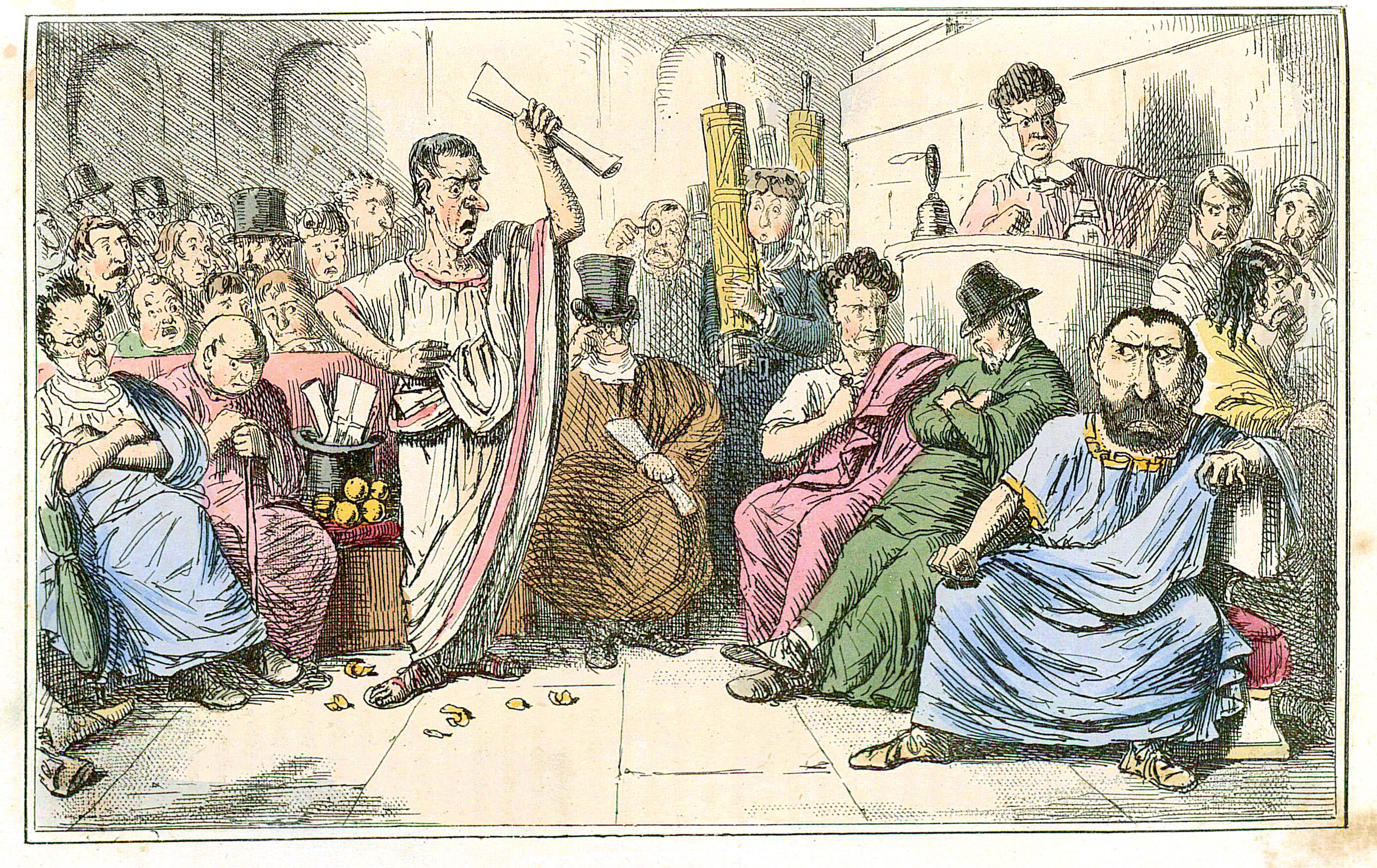
《西塞罗谴责喀提林》维多利亚时代讽刺漫画。

但就在这时，凯撒提出了反对。他认为首先，元老院并不是法庭，没有权力审判罪犯；并且，不经审判处决公民会开下一个很坏的先例，是对罗马法治的破坏。如果将来的独裁者希望清除异见，那么在这个先例之下就会非常容易:LI.35。与西塞罗相反，凯撒提出叛变者应当被终身监禁，没收财产:LI.43。尽管凯撒的提议并不现实，但还是动摇了元老院起先的决定，随即元老们也纷纷提出别的意见:21，直到小加图站起来反对了凯撒的提议。他认为无论叛乱者被关押在何处，元老院都无法阻止他们被尚未确认的同谋所营救；同时，在喀提林和他的军队还没有被消灭的情况下，元老院需要处死他的同谋来威慑喀提林:LII。最后，西塞罗发言重申了处死叛乱者的必要。他声称，因为这些叛乱者密谋反对国家，他们就应当被视为国家的敌人，因此以罗马公民为客体的“极刑法”不再适用:10。同时，西塞罗指出，元老院赋予他的紧急权力使得他有权处死公民:5-6。尽管西塞罗的观点有法律缺陷，但在小加图的影响下，元老院投票决定处决叛乱者。得到元老院支持的西塞罗亲自把囚犯带到刑场，处决了他们。随后他回到公共广场，对罗马人民宣布：“他们曾经活过（vixerunt）。”罗马人民纷纷欢呼，称西塞罗是他们的救星:193。夜幕降临后，罗马市民围到西塞罗身边护送他回家，高声喊叫着“救星”和“祖国之父”，街上也纷纷点起灯火，以示对西塞罗的尊敬:22.5-7。这个时刻被西塞罗视为他政治生涯的巅峰，但也为他日后的流放和处死埋下了种子。
在罗马的叛乱者被处死的消息传到喀提林在北方的营地后，喀提林的同谋者开始渐渐逃离。喀提林也只得撤退以求生路，但在退往高卢的路上碰到了彼德利乌斯（Petreius）的军队，只得一战:71。在经过长时间的激战后，彼德利乌斯击败了喀提林，他的尸体随后在战场上被找到。据撒路斯提乌斯记载，死去的喀提林脸上仍然充满了不屈的表情:LX。喀提林阴谋终告结束。

### 退出政治

#### 卸任执政官
前63年12月，西塞罗完成了一年的执政官任期。作为传统，执政官在卸任时会发表一篇演讲，并且宣誓自己履行了执政官的职务:194。但在西塞罗任期行将结束时，新任保民官昆图斯·尼波斯（Quintus Metellus Nepos Iunior）──很可能是在庞培的操纵下──发起了一波反对西塞罗的政治活动，召集集会称西塞罗随意处死公民，践踏了国家的法律:194:33-34。在西塞罗卸任当天，他以保民官的身份禁止西塞罗发表卸任演讲，只允许他宣誓:5.2。然而西塞罗机智地宣誓称“我承诺我拯救了共和国，使她永远强盛:23.2，”得到了人民的欢呼，挽救了尴尬的局面:5.2。但尽管如此，西塞罗暴露给对手的致命软肋从这一刻开始慢慢被政敌加以利用，并且最终会导致他的流放。
西塞罗在卸任后提出了自己的政治主张，即“阶级和谐”（concordia ordinum）:197。他希望借助自己的政治影响力，使得罗马的各个阶级可以和谐共存于元老院的领导之下。在陷入剧烈社会冲突和面临强人政治威胁的晚期罗马共和国，这个高度乐观的主张体现了西塞罗在政治上的不成熟，也折射了其珍视的理想主义政治。尽管在愈发严重的阶级冲突和派系纷争中，共和国的向心力已经越来越小，西塞罗还是相信他的政治主张可以挽救国家于颓败与崩溃。在《反对喀提林的演讲》第四篇，他提出：
|  | 阶级的和谐在我的任期内已经被建立了起来，倘若我们能够维护它，使之永存，我向你们保证，自此没有任何内部的弊病、或是公民之间的纷争会威胁到我们共和国的任何一部分。:15 |

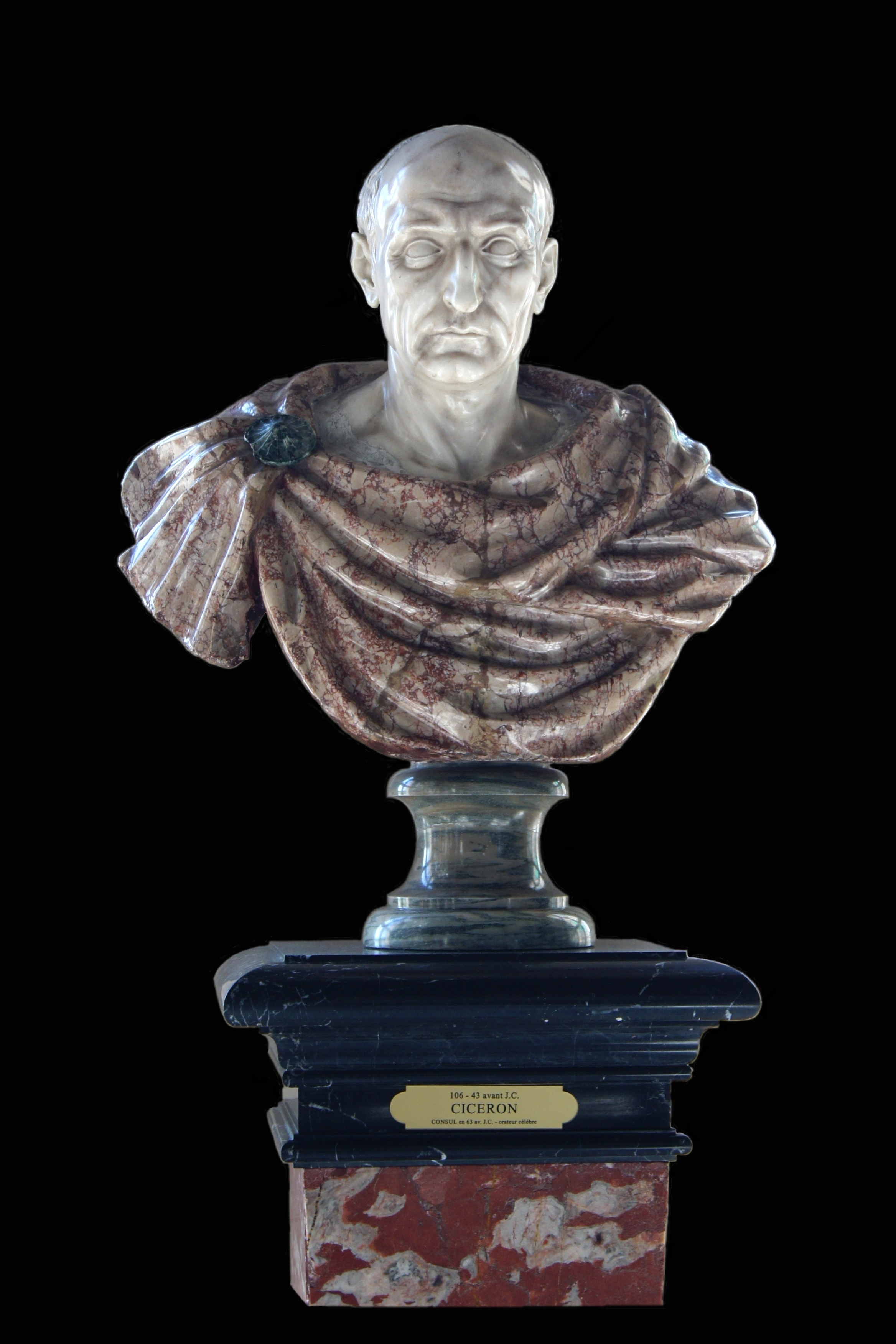
西塞罗像，藏于法国子爵城堡

但除了这个政治口号之外，西塞罗并不能提供任何实质上的帮助来维护共和国的和谐:198。共和国面对的政治危机是现实的，但西塞罗并没有能力解决任何现实问题:198。因此，尽管在国家面对阴谋的威胁时，阶级之间的和谐看似在西塞罗的任内建立了起来，但在长远的利益冲突和危机之下，它很快就烟消云散了。
同时，西塞罗在同僚心中的好感不仅没有持续太久，反而急剧下跌。成功挫败了喀提林阴谋后，西塞罗开始变得骄傲自满，以至于，依照普鲁塔克的描述：
|  | 在元老院，在公民大会，在法庭──在所有的这些场合，没有哪一场会议里，人们可以躲避西塞罗无休止地谈论喀提林和伦图鲁斯。不仅如此，他自己的书籍中甚至都填满了对自己的夸耀；而他本来优美动人的演说，如今也因为他这令人讨厌的习惯变得冗长乏味、令人生厌。但是这习惯却偏偏像疾病一般附着在他身上⋯⋯:24.2-3 |

而西塞罗的口无遮拦和他不合时宜的幽默也为他招来了许多敌意:26-7。据说当他看见一位同僚护送自己的三个女儿走过广场时，西塞罗居然拿他女儿的相貌开起了玩笑，说：“他生孩子时一定违背了阿波罗的旨意:27.4！”而当一位据说有奴隶血统的元老在元老院用洪亮的嗓门发言时，西塞罗也忍不住取笑他一番说：“元老们，不要惊异，他来自于那些曾经呼喊过自由的人:27.5。”这些不合时宜的玩笑使得西塞罗的同僚对他的好感大大降低，为他本人招来了许多麻烦。

#### “善良女神节”事件
而在前62年12月举行的“善良女神节”（Bona Dea Festival）上发生的一件丑闻使得西塞罗得罪了一个会为他招来巨大麻烦的人。“善良女神节”是古罗马时代向贞洁和丰产的女神献祭的节日，因此只有女人可以参加。当年的“善良女神节”由时任大祭司凯撒的夫人庞培娅（Pompeia）主持，在凯撒家中举行:129。当晚，献祭仪式正在举行时，凯撒的政治盟友克洛狄乌斯装扮成女笛手潜入仪式中，据说是为了和庞培娅约会:130。但克洛狄乌斯的伪装并不成功，很快就被发现了身份；他当即逃跑，但随后被凯撒家的仆人发现躲在床下:296-7:9-10。之后，尽管没有证据表明克洛狄乌斯潜入凯撒家的目的就是和庞培娅幽会，但凯撒还是休掉了庞培娅，因为“凯撒的妻子不能被怀疑:10.9。”并且克洛狄乌斯很快也被指控渎神，被送至法庭审判。在法庭上，克洛狄乌斯声称当天自己并不在罗马，但西塞罗站起来反驳了克洛狄乌斯的不在场证明，声称自己当天看到了他出现在罗马；这个证词得到了证人的证明:121，从而几乎把克洛狄乌斯推向了有罪判决。但在开庭前，克洛狄乌斯位高权重的朋友（可能是克拉苏:16）贿赂了大部分陪审员，使得他们都纷纷为其提供有利的判决:16。最终克洛狄乌斯被判无罪，但因为西塞罗的证词，他开始嫉恨西塞罗，并且发誓要让西塞罗为此偿还:122。但西塞罗并不以为然，反而常常拿克洛狄乌斯贿赂陪审团作笑柄:122。实际上，克洛狄乌斯确实有一天让他付出了代价。

#### 逃离罗马

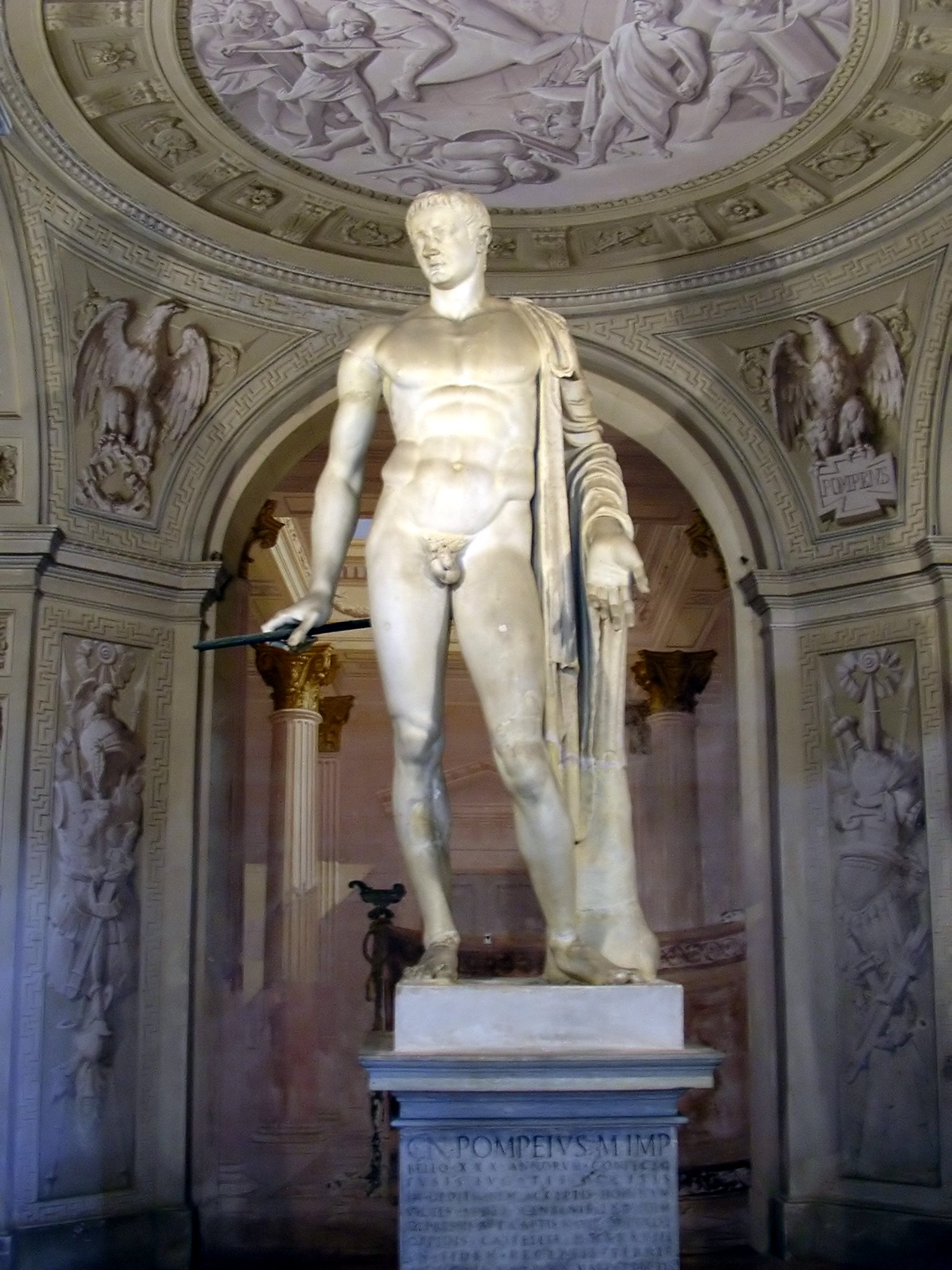
庞培像，现藏于意大利米兰的阿尔科纳蒂别墅

前61年秋天，庞培从亚洲回到罗马。因为在亚洲立下的赫赫战功，他的归来被元老院视作对其权威的极大威胁，因此元老院的贵人派几乎都和领袖小加图一起站到了庞培的反面，试图遏制他的权力，并否决了给庞培的退伍军人分地的提案。于是庞培转而跟其他的政治强人结盟。前60年，凯撒从西班牙归来后开始竞选第二年的执政官；由于凯撒是平民派的领袖，他也需要政治盟友来制衡元老院的贵人派的反对。因此，在同一年凯撒、庞培、克拉苏结成了政治同盟，即前三头同盟。在三人正式结盟之前，凯撒派遣他的亲信巴布斯（Lucius Cornelius Balbus）前往游说西塞罗，希望能把西塞罗争取到他们的政治同盟中来:3.3。西塞罗在前60年12月给阿提库斯的信中描述了自己所面临的局面：要么给凯撒提供帮助，要么就只能退休回家:3.3。他明白，加入凯撒的政治同盟意味着“与庞培最紧密的联合（也是与凯撒的联合，如果我希望的话）、与敌人的和解、与人民的和平，以及晚年的安宁:3.3。”但西塞罗却没有为此动心。他明白，凯撒的寡头同盟对共和国的宪政是毁灭性的打击，而他不能眼看着自己所珍视的政治价值和贵族信念被自己所背叛。在给阿提库斯的信中，他引用了自己的诗句：
|  | 而那些道路，你从青年时代就开始追寻； 同样的路，你用执政官的德智加以求索。 守护它们，弘扬你的美誉、先贤的颂词。:3.4 |

西塞罗把守护共和国的价值视为自己的使命，因此他拒绝了凯撒的邀请:3.4，尽管这意味着他放弃了罗马的政治强人的庇护，甚至是与他们作对。
站到了三巨头的反面后，西塞罗身边的政治环境很快便恶化了起来。前58年，克洛狄乌斯在凯撒的支持下当选了保民官。上任后，克洛狄乌斯在公民大會通过了一系列对平民有益的法案（比如免费为罗马市民提供粮食:141），从而为自己──也为凯撒──在罗马平民中赢得了更多的支持。克洛狄乌斯还通过了合法化私人帮派的法案。凭借这个新法案的许可，克洛狄乌斯本人就在罗马召集了一批市民作为自己私人帮派的打手，在没有系统化社会治安机制的古罗马，他的帮派实质上变成了克洛狄乌斯的私人军队，帮助他恐吓官员和政敌:141-2。而克洛狄乌斯也没有忘记“善良女神节”事件后西塞罗与他作对的往事。他很快在有利的政治环境下通过了一条法案，内容是惩罚曾经不经审判处死罗马公民的人:3.15；实际上针对的就是西塞罗本人。这条法案得到了凯撒的支持，而庞培因为受制于和凯撒的政治同盟也不得不默许凯撒为难自己的支持者。为了逃避做两面派的尴尬，他甚至逃到了乡下的别墅中躲避和西塞罗相见:31.2。而这时的西塞罗实际上已经不敢出门了，因为克洛狄乌斯的打手每日守在他的门口向他投掷石头和泥块。在这样的环境下，西塞罗的朋友建议他先离开罗马，等到政治环境好转再回来:144。西塞罗接受了他们的建议，在一个深夜离开了罗马，几经辗转来到了萨洛尼卡，在那里当地的财务官把他收留在自己家中:145。同时在罗马，克洛狄乌斯通过法律禁止西塞罗靠近罗马城400英里以内的地区，没收了他的财产，并且摧毁了西塞罗在罗马城的家:144。

### 放逐和返回

#### 放逐
被迫离开罗马后，西塞罗陷入了巨大的心理冲击之中:10.55。突如其来的变化使得他难以接受，在给阿提库斯的信中，他提到自己经常控制不住嚎哭，甚至萌发了轻生的念头:65。好在在阿提库斯的劝说之下，西塞罗慢慢从极端情绪中恢复过来:7.2，却忍不住抱怨自己的不幸遭遇；在这段时间给朋友和家人的书信中，西塞罗大篇幅地抱怨自己遭到了朋友的冷遇和背叛:9。但实际上，西塞罗的家人和朋友──特别是阿提库斯──正在罗马为西塞罗的回归四处奔走，希望能够为西塞罗在罗马赢得支持和同情:7.2。不久后，克洛狄乌斯很快和庞培陷入了对立，使得事情看起来有了转机:69。前58年6月，在克洛狄乌斯缺席的情况下元老院投票决定召回西塞罗，但这个决定遭到了另一位反西塞罗的保民官的否决:69。这对西塞罗是一个打击，他在书信中表达了长久以来坏消息对自己的折磨:12。他表示自己在希腊无事可做，日益消沉，而罗马的消息又不能使他振奋起来:12。实际上，由于克洛狄乌斯仍然在任，并且凯撒的敌意没有消除，西塞罗要成功返回罗马需要克服几乎不可能克服的阻力:70。还好，年末的选举使得前景看起来光明了一些：两位可能上任的执政官中有一位是西塞罗的朋友，另一位老对手（即前63年反对西塞罗的尼波斯）也在阿提库斯的游说之下缓和了态度，使得西塞罗在第二年的回归成为了可能:70。第二年，新上任的保民官、庞培的亲信米罗（Titus Annius Milo）和塞思提乌斯（Sestius）效仿克洛狄乌斯的招数召集了一批打手与克洛狄乌斯的帮派作对，并且渐渐占据了上风:72。庞培预计西塞罗在经历放逐之苦后能够停止攻击三头同盟，并且认为西塞罗是一枚宝贵的反克洛狄乌斯的棋子:3.16，因此他开始在元老院安排召回西塞罗的议案。前57年8月4日，元老院几乎一致通过了召回西塞罗的决定，废除了克洛狄乌斯的法律，恢复了西塞罗的财产:3.16。同一天，西塞罗也从今阿尔巴尼亚的都拉斯启航返回罗马:72。

#### 重回政治
西塞罗返回罗马时受到了罗马人民的夹道欢迎:3.16。在他归来后的这段时间里，罗马的政治气氛变得紧张起来。一方面，米罗和克洛狄乌斯的街头战争不断激化，已经到了每日都上演全武行的地步:373。另一方面，三头同盟内部也出现了裂隙。前58年，凯撒被元老院任命为指挥官，带领罗马军队进入高卢，并且很快就将高卢全境纳入了元老院的统治之下:XVIII.II。凯撒辉煌的战功引起了庞培的不安，对手显赫的战功轻易盖过了他自己，而自己在罗马的政绩又差强人意，甚至引起了人民的不满:373。在前56年，庞培看到了一个机会。此前被人民废黜而流亡罗马的埃及国王托勒密十二世获得了罗马元老院的支持，后者决定派兵把托勒密重新扶上王位:373。庞培把元老院的这一决定视作重振自己威信的大好时机，元老院在长官任命上也开始考虑庞培，但任命庞培的提议遭到了凯撒和克洛狄乌斯的强烈反对，最终不了了之，而托勒密的复位也因此被无限推迟:374。

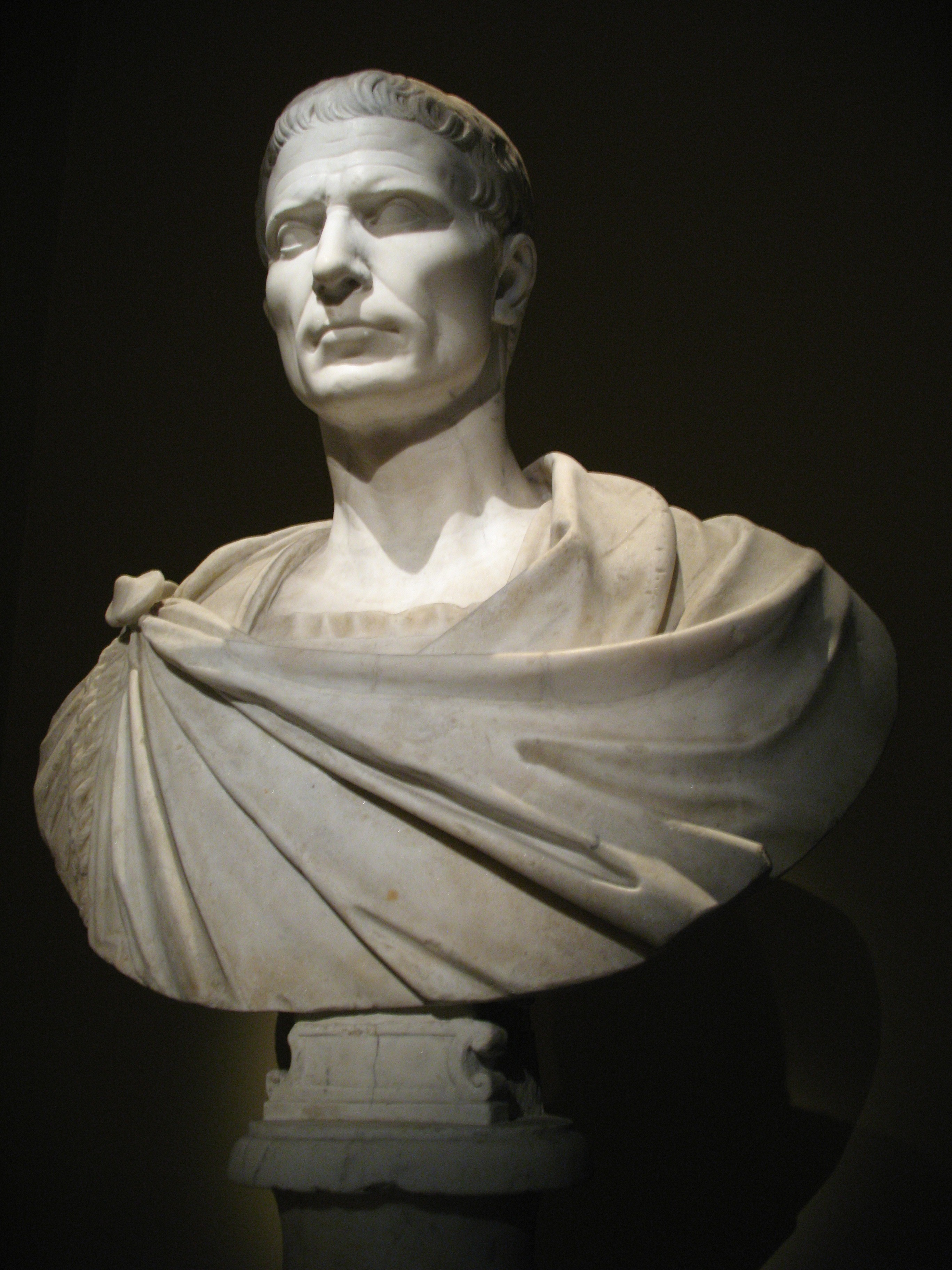
凯撒像

这混乱的政治局面折射出三巨头之间的同盟实际上已经接近分崩离析的边缘。西塞罗在这样的局面中看到了自己的机会，很快站到自己的老盟友庞培一边反对凯撒:157。在为塞思提乌斯的辩护中，他攻击了凯撒的盟友瓦提尼乌斯（Publius Vatinius），而正是后者帮助凯撒取得了高卢战争的指挥权:158。西塞罗在法庭上暗示任命凯撒的决定在通过元老院时实际上违反了法律。不仅如此，他还开始攻击凯撒的土地改革法，并且试图以违宪的名义在元老院废除这一法案:158。西塞的这一举动十分冒险，因为废除法案的提议几乎意味着对凯撒的公开进攻。但西塞罗对此并不为然，认为自己背后有庞培的支持，因此不必要担心凯撒的反击:158。但实际上，此时庞培秘密和凯撒达成了和解。四月初，庞培前往凯撒的势力范围内最接近罗马的城市卢卡:374，两人达成了和解的协议，凯撒表示支持庞培和克拉苏担任前55年的执政官，并且会说服元老院交给两人西班牙和叙利亚的统治权，而作为回应，庞培支持把凯撒在高卢的统治权延长五年:375:392。此前克拉苏也和凯撒取得了相似的共识。在这样的情况下，西塞罗意识到自己已经无法再扮演一个独立的政治角色，因此当三巨头要求他支持他们的时候，西塞罗转而表示了自己的支持:161。
此后，西塞罗意识到自己在政治上的影响日益式微，因此渐渐转向文学和哲学。在他人生的最后十年（约54年到43年），西塞罗写下了自己的大部分作品。

### 内战

#### 背景
前54年，凯撒的女儿、庞培的妻子尤利亚不期而逝，这场政治婚姻的结束抹去了庞培和凯撒之间唯一的情感纽带:393。第二年，克拉苏逝世，从而打破了三巨头之间的力量平衡:393。在卢卡会议后刚刚缓和下去的政治气氛又开始升温。此时，凯撒在高卢的任期离结束（计划为前50年）已经不远了，但由于法律对前执政官的限制，他必须等到前48年才有可能再次当选执政官:394。这对凯撒是非常不利的局面，因为在前50年到前48年这段时间里，没有元老院的任命意味着失去法律豁免权:186，而元老院里的贵人派正在等待这个机会扳倒他们的宿敌；在小加图的领导下，他们已经开始计划控诉凯撒在前59年执政官任内的违宪行为:135。预料到这一局面的凯撒在前51年向元老院提议延长他的资深执政官（即高卢总督）任期，但遭到了其政敌的强烈反对:394。凯撒的敌人此时已经决心要除掉对自己最大的威胁，并且竭力把庞培拉到了自己一边。元老院中的激进贵人派明白庞培在内心对凯撒的战绩十分不安，对他的野心也心存恐惧；他们利用了庞培的这一心理，和他结成了联盟:394。尽管庞培没有表示公开支持，但激进派将他的保留视作默许，此后两次在元老院提议召回凯撒:394。此议案被凯撒的亲信、护民官库里奥（Curio）否决，但为了绥靖凯撒的政敌，库里奥提议元老院同时解除庞培和凯撒的武装:30.119。这一提案以绝对多数通过了元老院:30.119，但却不是激进派期望的结果。对他们来说，庞培的力量至关重要，因为只有在武力支持下，他们才能完全扳倒凯撒，防止他避罪，或是东山再起:395。他们说服庞培不要理会法律细节，而要通过召集军队帮助他们拯救共和国:395；庞培同意了。至此，凯撒已经没有了中间道路可走，他必须选择要么回到罗马接受审判，或是发动内战:32。

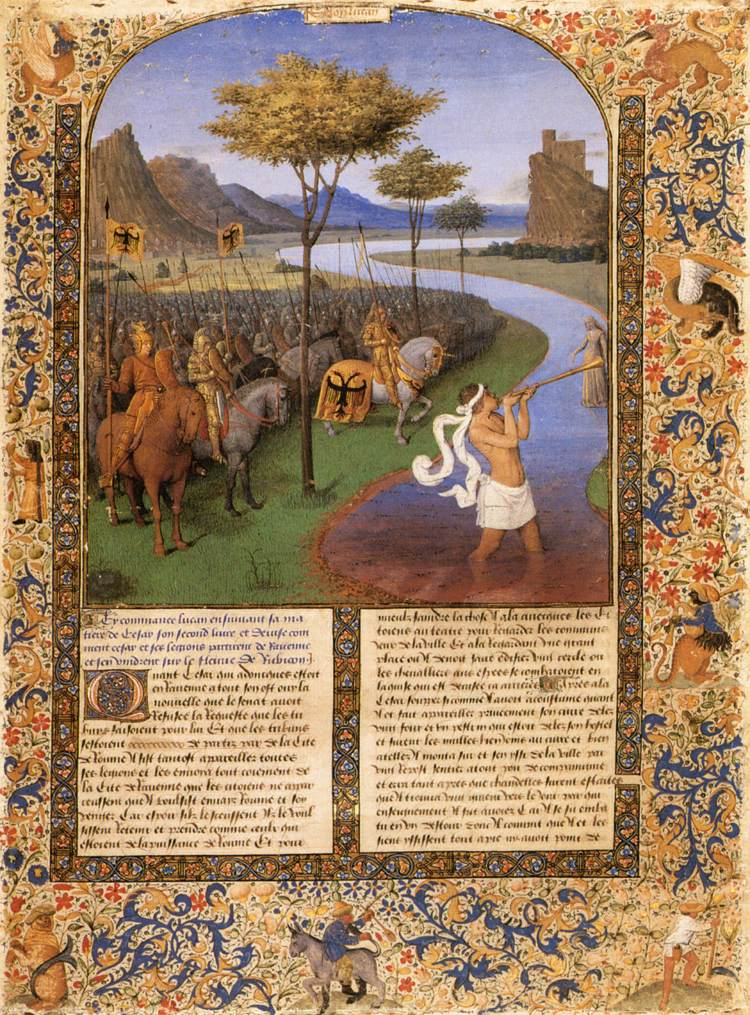
《凯撒渡过卢比孔河》作者讓·富凱，现藏卢浮宫

前49年1月10日，在要求和解的请求被庞培和元老院坚决拒绝之后:47:395，凯撒陷入了焦虑的思考，经过一个小时的独自权衡:32，他留下了一句名言：“Alea iacta est”:33（骰子已经掷下），带兵越过了卢比孔河，入侵了意大利。在共和国时代，带兵的将领越过卢比孔河意味着对最严重的叛国罪:396，因此凯撒的这一行为宣告着对共和国的战争。

#### 西塞罗的角色
在战争爆发前一年，罗马的政治摩擦已经发展到不可调和的程度，元老们预料到庞培为首的贵人派和凯撒的冲突已是箭在弦上，不得不发:8.14，在前50年9月给西塞罗的书信中，西塞罗的朋友卢夫斯（Caelius Rufus）写道：
|  | 至于共和国，正如我以前所写的那样：我甚至看不到哪怕只有一年的和平。冲突是必将发生的，而它离我们越近，危机也就越发明显⋯⋯:8.14 |

而内战是西塞罗最不想看到的情况，因为无论哪方在战争中获胜，都无疑会变成新的独裁者，而共和国的宪制、法律、自由统治会在内战后荡然无存:7.4。但和平已经不是贵人派和庞培想要的了。12月25日，在跟庞培的谈话中，西塞罗失望地注意到这一点:8。在给阿提库斯的信中，他写道：
|  | 至于你问我，和平的希望是否还有一丝尚存──在和庞培的长谈后，我看出他甚至没有和谈的意愿。:8.4 |

此时离凯撒作出渡河的决定还有十数天，两方都把西塞罗视作值得争取的对象:7.1-2。尽管西塞罗竭力想避免冲突的发生，但政局迫使他不得不在两人中作出自己的选择。西塞罗最终选择倾向于庞培，因为庞培毕竟和共和派站到一边，而凯撒所能带来的只有独裁:3.5。但西塞罗没有放松避免战争的努力，他劝说庞培放松对凯撒的压力，不过时局已经不在个人的掌控之中，战争只有一步之遥，已经不可逃避。在给阿提库斯的信中，西塞罗失望地预料战争的后果：
|  | 你告诉我，“起来反抗也好过受人奴役。”但反抗又如何呢？败，便被流放；若是胜，不也一样做奴隶？:7.7 |

1月7日，元老院作出戒严决定:143。10日，凯撒渡过卢比孔河。11日，凯撒占领里米尼，接着一路南下，先后攻克了佩萨罗、安科纳、阿雷佐，势如破竹:16.12.2。凯撒节节胜利的消息在罗马城引起了极大的恐慌:61，因为意大利本土的兵力并不足以应战，而惊慌失措的罗马人不能给庞培提供准确的情报，导致指挥十分混乱:61。17日，在庞培的带领下，罗马的居民大规模地逃出首都:10，甚至来不及带走国库里的钱财:62。西塞罗也逃到了自己在福尔米亚附近的家中。随后凯撒占领罗马，而庞培转移到了意大利东南的海港城市布林迪西:62。西塞罗对庞培如此迅速的溃败和在指挥上的优柔寡断感到十分吃惊与愤怒:13。
此时，凯撒仍然希望把西塞罗争取到自己一方来，但西塞罗不为所动:148。而庞培准备从布林迪西转移到希腊，他给西塞罗寄一封信，希望他能够一同前往，西塞罗找一个借口拒绝。西塞罗这时竭力希望保持中立，因为他明白无论谁获胜，结果都是宪制的毁灭:7。但在3月28日，他与凯撒进行一次短暂的会面:18.1，凯撒登门拜访西塞罗，希望他能够调解自己和庞培的冲突:18.1。西塞罗明白凯撒暗地里在利用自己，试图通过自己获得其他中立派的支持。因此他提出前提条件，即凯撒不能出兵攻打庞培的势力范围，西班牙和希腊:18.1。凯撒十分不满，在离开时，凯撒以威胁的口气告诫西塞罗再重新考虑一下自己的决定。凯撒声称，就算西塞罗不能为他效劳，也会有别人愿意这样做，而他则会不惜一切代价达成自己的目的:18.3。西塞罗对凯撒不加掩饰的威胁十分震惊，他开始重新考虑自己的立场，并且意识到自己已经再也无法保持中立，决定投奔已经前往希腊的庞培:8。6月7日，不顾凯撒的代理人、执政官安东尼的警告:8a，西塞罗登上安排好的船只，随后到达庞培的大本营都拉斯:16。

凯撒在内战中的进军路线（图中Brundisium为布林迪西，Dyrrachium为都拉斯，Pharsalus为法萨卢斯）

#### 决战
8月，凯撒在西班牙击败了庞培的军队，随后平息了意大利的叛乱:399。在稳定了西部和意大利本土后，凯撒派遣军队前往布林迪西准备渡过亚得里亚海:399。此时，庞培有绝对优势的军队驻扎在希腊，包括9个军团的步兵和为数不少的骑兵，但军队素质并不高:400。前48年1月5日，凯撒的兵团成功在克基拉岛登陆，向布林迪西进发:400。在一系列的交战后，两方的决战于8月9日在法萨卢斯爆发，即有名的法萨卢斯战役。此役中，庞培占有绝对的人数优势，但凯撒的部队素质精良:402。庞培的战术是利用自己的人数优势，用骑兵包抄凯撒的侧翼，但被凯撒提前识破，他布置下精锐切断了庞培骑兵的包抄线，并且利用局部人数优势将庞培的骑兵各个击破:218:403。最终凯撒以极小的代价以少胜多，获得了决定性的胜利。庞培独自逃走:219。
这场滑铁卢式的大溃败被庞培的盟友们视作战争的结束。西塞罗的希望彻底被击溃。小加图提议让他接管庞培的指挥权，但西塞罗拒绝了，声称自己已经不想再参与到战争中去:39.2。西塞罗的投降派态度激怒了庞培的大儿子格奈乌斯（Gnaeus）和他的朋友，他们称西塞罗为叛徒，甚至拔出武器欲除之而后快。多亏小加图劝住了格奈乌斯，西塞罗才留下一命:39.2。无心恋战的西塞罗随后和弟弟昆图斯前往港口帕特雷，准备搭船回到意大利。而在离开希腊时，昆图斯和西塞罗发生了严重的争吵:5.4。昆图斯本和凯撒保持着十分不错的关系，但因为西塞罗的缘故，他也跟随自己的哥哥加入了庞培的阵营，结果输掉了一切。加上兄弟俩在财政上早有积怨，两人几至决裂:221。最终，昆图斯和自己的儿子投奔了凯撒:8.2，而西塞罗独自一人回到了意大利。
尽管昆图斯和西塞罗的关系后来得到了修复，但兄弟二人的感情却大不如前:184。此后两人来往的信件是以平淡的语调写成的，而在西塞罗和密友的信中，昆图斯的名字也慢慢消失:185。有学者认为，如果昆图斯和西塞罗的关系没有破裂，此后西塞罗的一系列家庭变故──特别是女儿图莉亚（Tullia）的逝世──也不至于给西塞罗造成难以平复的打击:185。

#### 凯撒的独裁
前48年10月，即法萨卢斯战役后的2个月，西塞罗独自一人回到了意大利的布林迪西:39.3。庞培则前往埃及，希望能够借助他以前在东方的威信重建一支军队:76。凯撒则在庞培身后紧追不舍，但在他到达亚历山大港之前，埃及国王托勒密十三世就杀掉了庞培，以表对凯撒的支持:77-80。对于庞培的死，西塞罗并不惊讶，但他仍然觉得惋惜和哀伤:6.5。此后的一年里，他待在布林迪西，无处可去，因为凯撒下令禁止庞培的支持者回到罗马:227。直到前47年10月，凯撒在完成了埃及的战争之后回到意大利，顺路经过了布林迪西，西塞罗才得以见到这位胜利者。凯撒和西塞罗独自交谈了一段时间，随后西塞罗获得了人身自由，他这才出发回到罗马:37.3-4。回到罗马后，西塞罗和妻子特伦提亚离婚，据信是因为西塞罗一直不满意特伦提亚的理财能力，而他困在布林迪西时，特伦提亚也没有来探望:41.2-3。随后特伦提亚嫁给了历史学家萨卢斯特:229，而讽刺的是，后者最著名的作品《喀提林阴谋》正是一部关于西塞罗最辉煌的时刻的书。
凯撒在内战结束后被选为罗马共和国的“护国独裁官”，成为共和国实际上的最高统治者。见到国家的共和体制已经名存实亡，西塞罗选择退出政治生活:40.1。他转而教授学生哲学，并且翻译了大量的希腊哲学著作，把许多希腊哲学的术语介绍到了拉丁语中:40.2。后来他搬到了塔斯庫勒姆乡下的家中，很少再回到罗马:40.3-4。从政坛淡出的西塞罗恢复了学者的生活。在给自己的朋友瓦罗的信中，他写到自己尽管作为政治家历经背叛与羞辱，但变回一个学者后，仍然成功地在书籍中找到了慰藉:9.1：
|                      | 我想让你知道，我返乡之后修复了和老朋友之间的友谊──我指的是书籍。他们曾被我冷落，不是因为我对其感到不满；而是因为面对他们，我于心有愧。当我审视自己的过去时，我看到自己摈弃了他们对我的训诫，置自己于时局之乱、小人之害之中。他们宽恕了我，劝我重拾旧日的喜好，并且向我证明，你[瓦罗]的智慧远超于我，因为你坚守在文学上，由始至终。 |
| ——──西塞罗致瓦罗:9.1 | |

在这段时间里，西塞罗写出了《布鲁图斯》，这是一部关于演说的对话录，其内容掺杂了西塞罗对许多往事的回忆与怀念:194。在其后的作品《斯多葛悖论》中，这种念旧情节更加明显。这些作品的内容都是他早年的爱好──演说、修辞、哲学。他已经无心再关心政治，他给朋友的信中写到“我已经不想在写作中谈到政治，因为我已经无心再写出自己的想法:200。”
前45年2月，西塞罗遭遇了人生中最痛苦的变故。他最心爱的女儿图莉亚在生下一个孩子后去世，而孩子也仅仅活了几个月:204。这对西塞罗是一个无比沉重的打击。他选择独自面对难以承受的痛苦，只身回到自己在阿斯图拉岛（Astura）的别墅中，那里没有什么居民，只有一片荒原:296。在阿斯图拉，西塞罗独身一人，无人相伴，只是仍然和阿提库斯保持了每日的书信来往:296。他给阿提库斯的信中写到自己每天早上走进森林，终日其中，直到日落:16：“除了你，孤独是我最好的朋友:16。”
西塞罗尝试用书籍和纸笔缓解自己的痛苦。他阅读了所有关于忧郁的书籍，却收效甚微:14。因此他尝试用写作分散自己的愁绪，并发现写作成功地分散了自己的精力。他提到自己从早至晚坚持写作，一刻不停，从而在忧愁之中得以慰藉:14。在这段时间里他写出了《慰藉》（Consolatio），一部很明显与图莉亚之死相关的作品。但該书已佚，僅残卷獲存:297。而图莉亚的归宿让西塞罗开始思考生命与灵魂的话题。像柏拉图一样，他认为灵魂终将不灭地存于彼岸世界:298。他对宗教与哲学的思考没有停止，在接下来的几个月里，西塞罗写出了大量的杰作，包括《图斯库路姆争辩》（Tusculanae Disputationes)、《论老年》（De Senectute）、《论友谊》（De Amicitia）、《论责任》（De Officiis）等最重要的作品:299。

### 反对安东尼和遇刺身亡
凯撒结束内战後，在罗马的声望得到了前所未有的提升。他像前63年的西塞罗一样被元老院尊为国父，而有人甚至开始称呼他为“国王”:107。凯撒再三推辞了这一名号，但大部分人，特别是共和派，都普遍怀疑这些要凯撒称王的人都实际上受到凯撒的指使，为凱撒的稱王而造势，凱撒的拒绝只是假意推辞罢了:108。而当两位护民官逮捕了几位支持凯撒称王的示威者后，凯撒反而把这两位护民官送上了法庭，号称他们暗地里妄图把自己歪曲为专制暴君:108。此时，凯撒的真实意图已是路人皆知。因此，庞培曾经的支持者卡西乌斯召集了一批人，包括凯撒最信赖的布鲁图斯在内，试图除掉凯撒，恢復共和。前44年3月15日，凯撒遇刺。
尽管刺杀者的主要目标在凯撒遇刺后已经达成，但刺杀者们对行刺之后的行动缺乏计划，以致时局的走向跌出了他们的控制。在与同谋密谋时，卡西乌斯就提议一并刺杀安东尼，但布鲁图斯极力反对，因为他认为他们起事的目的是为共和国清除独裁者，而一并除掉安东尼有悖这一原则。刺杀凯撒成功后，卡西乌斯一伙人没有受到民众的欢迎，因此凯撒遗留下来的政治资源都落入了执政官安东尼和他在遗嘱里指定的继承人屋大维手中。
西塞罗和安东尼，都曾经是凯撒的下属，成为了此时罗马的领导人。西塞罗成为了元老院的发言人，正如凯撒所期望的那样，安东尼成为了执政官和行政官。但这两个人从来没有和谐过。当西塞罗指责安东尼不顾凯撒的真实愿望而随意曲解他的政治主张和愿望。他们两人的关系进一步恶化。四月，凯撒的继承人屋大维抵达罗马，西塞罗制订了一个方案让屋大维来制衡安东尼。九月，屋大维通过一系列演讲来批评安东尼。西塞罗把屋大维捧上了天，把他誉为“天赐之子”，他仅有的愿望就是获得光荣与荣耀因而他不会重蹈他養父的覆辙。同时，他攻击安东尼，嘲笑他是“绵羊”，西塞罗在元老院重振旗鼓反对安东尼。在这一时间内，西塞罗成为了声誉卓著的民众领导，按照历史学家阿庇安的说法。他站在他名誉的巔峰。作为一个广受欢迎的领导，西塞罗的言行瓦解了一批安东尼的支持者。但这样以来却激怒了安东尼及其党徒，他们计划向罗马推进并逮捕西塞罗，西塞罗逃亡之後这个计划也就不了了之。阿庇安是唯一一个记述这个故事的历史学家。
前43年，安东尼、屋大维與雷必达結成后三头同盟，開始剷除政敵；即使一開始屋大維連續兩天反對，西塞羅及其支持者都成為清算目標。西賽羅躲避追殺時，受到當時輿論同情，拒絕透露其下落的人不在少數。同年12月7日，西賽羅離開福尔米亚的住所後被抓獲；他被一位名為費洛古的自由民出賣，因而被兩位刺客赫倫尼烏斯、波皮利烏斯發現。老塞内卡、奥菲狄乌斯·巴苏斯記載西賽羅的遺言是：
|  | 我不會再說第二次。過來吧老兵，至少做好這事：砍斷這脖子。 |

西賽羅向刺客致意，然後把頭伸出轎子，毫無反抗地被殺害。由於西賽羅曾寫下譴責安東尼的講稿，他的首級、雙手被砍下釘在演讲台示眾。據載安東尼的妻子富爾薇婭為報復西賽羅生前的言論，拔出西賽羅的舌頭用簪子猛刺。屋大維後來在家人面前，稱讚西賽羅是愛國者、認可其學術成就；不過屋大維默許除掉他的行動，因為後三頭都一致譴責西賽羅。

## 著作[55]

### 演讲
- 前63年《反卡提利纳》（In Catilina）
- 前46年《为玛尔刻珥路斯辩护》（Pro Marcello）
- 前44— 43年《反腓力》（Philippicae）

### 哲学及修辞学

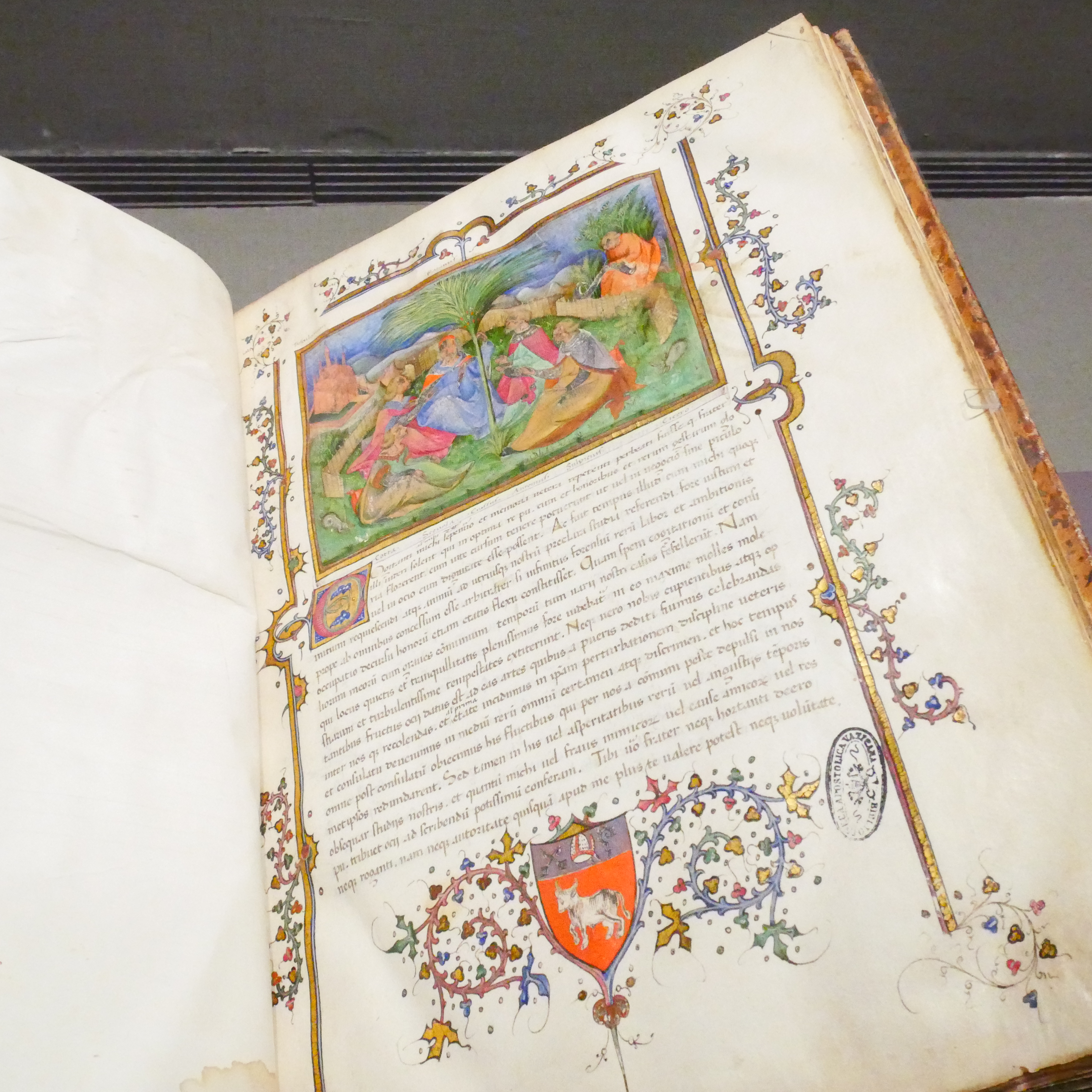
《論演說家、演說家、布魯圖斯、論最好的演說家》（论那类最好的演说家，前46年）

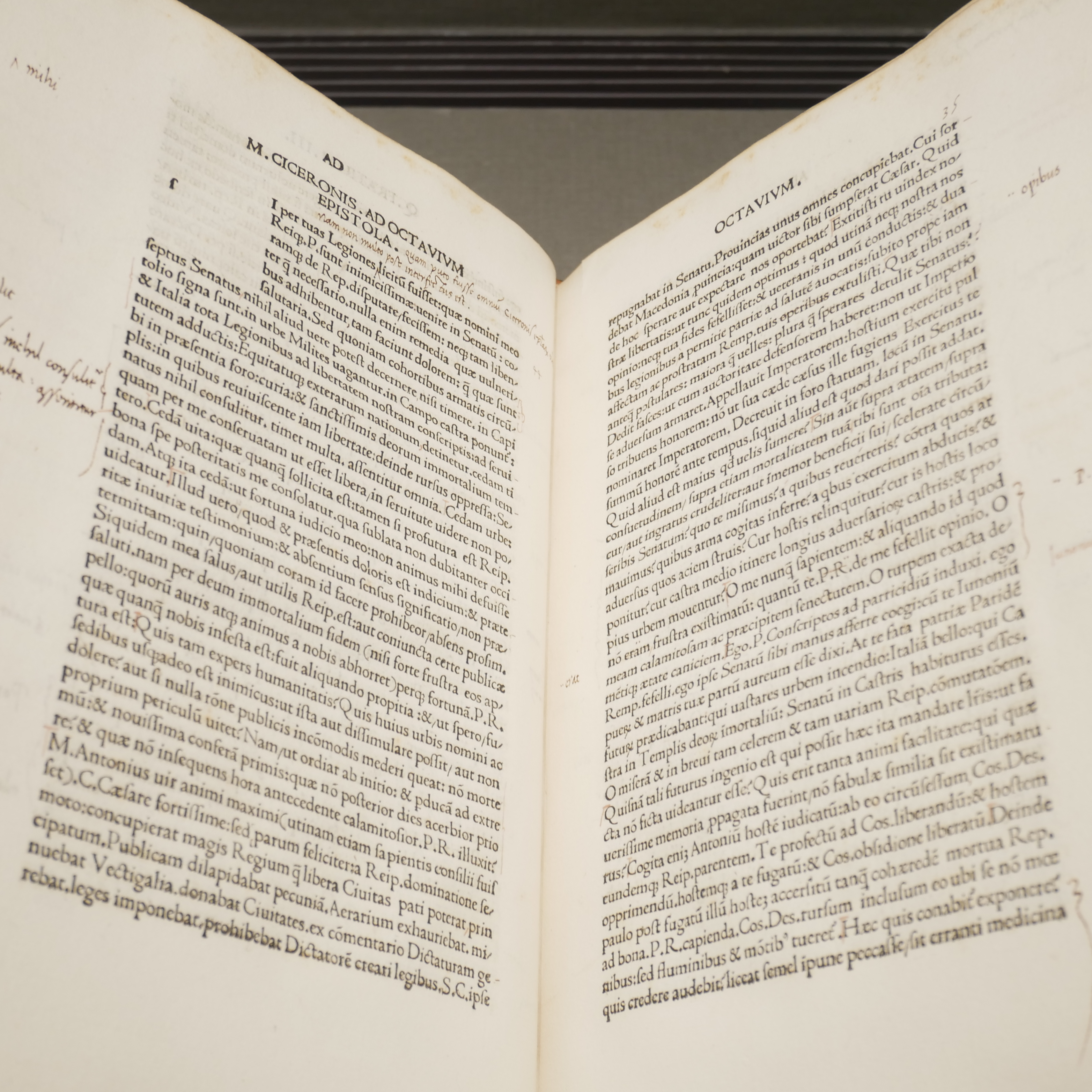
《致阿提庫斯函》（論友誼，前44年）

- 前91—80年《论取材》（De inventione）
- 前91—80年《阿剌托斯集》（Aratea）
- 约前85年《治家者之书》（Oeconomici libri）
- 前55年《论演说家》（De oratore）
- 前53年之后《论法律》（De legibus）
- 前51年《论共和国》（De re publica）
- 前49年《论同心》（De concordia）
- 前46年《布鲁图斯》（Brutus）
- 前46年《廊下派的反论》（Paradoxa Stoicorum）
- 前46年《论那类最好的演说家》（De optimo genere oratorum）
- 前46年《卡托》（Cato）
- 前46年《演说家》（Orator）
- 前45年《安慰》（Consolatio）
- 前45年《霍尔腾西乌斯》（Hortensius）
- 前45年《学园派之书》（Academici libri）
- 前45年《论善恶之极》（De finibus bonorum et malorum）
- 前45年《图斯库路姆论辩集》（Tusculanae disputationes）
- 前45年《普罗塔戈拉》（Protagoras）
- 前45年《蒂迈欧/论宇宙》（Timaeus / De universo）
- 前45年《论诸神的本性》（De natura deorum）
- 前54—前44年《演说术的分类》（Partitiones oratoriae）
- 前44年《老卡托论老年》（Cato maior de senectute）
- 前44年《论预言》（De divinatione）
- 前44年《论命运》（De fato）
- 前44年《莱利乌斯论友谊》（Laelius de amicitia）
- 前44年《论荣光》（De gloria）
- 前44年《论位篇》（Topica）
- 前44年《论义务》（De officiis）
- 前44年《论德性》（De virtutibus）

### 译注
1. ↑  1919年Loeb Classical Library译自希腊文：Thee, indeed, O Cicero, I admire and commend; but Greece I pity for her sad fortune, since I see that even the only glories which were left to us, culture and eloquence, are through thee to belong also to the Romans
2. ↑  原文：...treated with respect bordering on the sycophantic.
3. ↑  原文：Quam si coniunctionem in consulatu confirmatam meo, perpetuam in re publica tenuerimus, confirmo vobis nullum posthac malum civile ac domesticum ad ullam rei publicae partem esse venturum.
4. ↑  1683年德莱顿译自希腊文：For neither senate, nor assembly of the people, nor court of judicature could meet, in which he was not heard to talk of Catiline and Lentulus. Indeed, he also filled his books and writings with his own praises, to such an excess as to render a style, in itself most pleasant and delightful, nauseous and irksome to his hearers; this ungrateful humour like a disease, always cleaving to him.
5. ↑  德莱顿译文：He reared a race without Apollo's leave.
6. ↑  德莱顿译文：Wonder not...he comes of the criers."
7. ↑  Loeb Classical Library译文：I thought my wife ought not even to be under suspicion.见参考文献31.1
8. ↑  原文：coniunctio mihi summa cum Pompeio, si placet, etiam cum Caesare, reditus in gratiam cum inimicis, pax cum multitudine, senectutis otium.
9. ↑  原文：De summa re publica saepe tibi scripsi me ad annum pacem non videre, et, quo propius ea contentio, quam fieri necesse est, accedit eo clarius id periculum apparet.
10. ↑  原文：quod quaeris ecquae spes pacificationis sit, quantum ex Pompei multo et accurato sermone perspexi, ne voluntas quidem est
11. ↑  原文：“depugna”inquis“potius quam servias.”ut quid? si victus eris, proscribare, si viceris, tamen servias?
12. ↑  原文：[nobis stet illud] una vivere in studiis nostris, a quibus antea delectationem modo petebamus, nunc vero etiam salutem
13. ↑  原文：scito enim me, posteaquam in urbem venerim, redisse cum veteribus amicis, id est cum libris nostris, in gratiam; etsi non idcirco eorum usum dimiseram, quod iis suscenserem, sed quod eorum me suppudebat; videbar enim mihi, cum me in res turbulentissimas infidelissimis sociis demisissem, praeceptis illorum non satis paruisse. Ignoscunt mihi, revocant in consuetudinem pristinam teque, quod in ea permanseris, sapientiorem quam me dicunt fuisse.
14. ↑  原文：nihil enim de maerore minuendo scriptum ab ullo est quod ego non domi tuae legerim. sed omnem consolationem vincit dolor.

## 延伸阅读
- Boissier, Gaston, Cicéron et ses amis. Étude sur la société romaine du temps de César (1884)
- Everitt, Anthony. . London: John Murray Publishers. 2001. ISBN 978-0719554933.
- Fuhrmann, Manfred. . Oxford: Blackwell. 1992. ISBN 978-0631178798.
- Gildenhard, Ingo (2011). Creative Eloquence: The Construction of Reality in Cicero's Speeches. Oxford/New York: Oxford University Press.
- Habicht, Christian. . Baltimore: Johns Hopkins University Press. 1990. ISBN 978-0801838729.
- Hamza, Gabor, L'optimus status civitatis di Cicerone e la sua tradizione nel pensiero politico. In: Tradizione romanistica e Costituzione.  Cinquanta anni della Corte Costituzionale della Repubblica Italiana. vol. II. Napoli, 2006. 1455–1468.
- Hamza, Gabor, Ciceros Verhältnis zu seinen Quellen, mit besonderer Berücksichtigung der Darstellung der Staatslehre in De re publica. KLIO – Beiträge zur alten Geschichte 67 (1985) 492–497.
- Hamza, Gabor, Cicero und der Idealtypus des iurisconsultus. Helixon 22–27 (1982–1987) 281–296.
- Hamza, Gabor, Il potere (lo Stato) nel pensiero di Cicerone e la sua attualità. Revista Internacional de Derecho Romano (RIDROM) 10 (2013) 1–25. Revista Internacional de Derecho Romano – Index （页面存档备份，存于）
- Hamza, Gabor, Zur Interpretation des Naturrechts in den Werken von Cicero. Pázmány Law Review 2 (2014) 5–15.Macdonald, C.  Nachdr. d. Ausg. Basingstoke 1966. Bristol: Bristol Classical Press. 1986. ISBN 978-0862921828.
- Palmer, Tom G. Hamowy, Ronald , 编. . Thousand Oaks, CA: Sage; Cato Institute: 63. 2008. ISBN 978-1412965804. LCCN 2008009151. OCLC 750831024. doi:10.4135/9781412965811.n42. |chapter=被忽略 (帮助)
- Parenti, Michael. . New York: The New Press. 2004. ISBN 978-1565849426.
- Powell, J.G.F. (编). . Oxford: Clarendon Press. 1995. ISBN 978-0198147510.
- Shackleton Bailey, D. R. . London: Duckworth. 1971. ISBN 978-0715605745.
- Sihler, Ernest G. . New Haven: Yale University Press. 1914.
- Treggiari, S. (2007). Terentia, Tullia and Publilia. The women of Cicero's family. London: Routledge
- Weiskopf, Michael. . Yarshater, Ehsan  (编). . London and New York: Routledge & Kegan Paul: 558–559. 1991. ISBN 978-0-939214-72-3.